# Département de la Ménoua
Département de la Ménoua är ett departement i Kamerun.   Det ligger i regionen Västra regionen, i den västra delen av landet, 240 km nordväst om huvudstaden Yaoundé.